# Lamar Township (Arkansas)
Pour les articles homonymes, voir Lamar Township.
Lamar Township est l'un des vingt et un townships inactifs du comté de Madison, en Arkansas, aux États-Unis,.

### Source de la traduction
- (en) Cet article est partiellement ou en totalité issu de l’article de Wikipédia en anglais intitulé « Lamar Township, Madison County, Arkansas » (voir la liste des auteurs).